# Prosopocoilus corporaali
Prosopocoilus corporaali is een keversoort uit de familie vliegende herten (Lucanidae). De wetenschappelijke naam van de soort is voor het eerst geldig gepubliceerd in 1933 door Nagel.